# Bernd Jäkel
Bernd Jäkel (Berlino, 1º maggio 1954) è un ex velista tedesco, specializzato nel soling.

## Carriera
Bernd ha partecipato a quattro edizioni dei Giochi olimpici tra Mosca 1980 e Atlanta 1996, dovendo saltare Los Angeles 1984 a causa del boicottaggio del blocco sovietico.
Ai suoi primi giochi di Mosca 1980 gareggiò insieme a Wolf-Eberhard Richter nella classe Star, entrando però in gara solo nella quarta delle sette regate in sostituzione di Olaf Engelhardt, classificandosi ottavo.
Nel 1985 vince la sua prima medaglia internazionale aggiudicandosi il bronzo ai campionati europei di soling di Balatonfüred, a cui seguono l'oro di Warnemünde ed il bronzo ai campiondi mondiali di La Trinité-sur-Mer dell'anno seguente.
Dopo un altro argento ed un oro europeo tra il 1987 ed il 1988, torna ai Giochi olimpici a Seul 1988 vincendo l'oro nel soling insieme a Jochen Schümann e Thomas Flach.
A livello nazionale tra il 1979 ed il 1983 si laurea campione nazionale di soling della Germania Est insieme allo stesso Richter ed a Thomas Flach, a cui seguirono altri quattro titoli consecutivi tra il 1987 ed il 1990 con Jochen Schümann al posto di Richter.
Dopo la riunificazione tedesca, vince un altro titolo iridato nel 1992 a Cadice, oltre ad un argento ed un bronzo, e due titoli continentali consecutivi nel 1993 e nel 1994.
Il 1996 è l'anno della sua quarta partecipazione olimpica a Atlanta 1996 dove conquista il secondo oro olimpico della specialità ancora con Schümann e Flach.

## Palmarès
- Giochi olimpici

Seul 1988: oro nel soling.
Atlanta 1996: oro nel soling.
- Campionati mondiali di soling

La Trinité-sur-Mer 1986: bronzo.
Rochester 1991: argento.
Cadice 1992: oro.
Punta Ala 1996: bronzo.
- Campionati europei di soling

Balatonfüred 1985: argento.
Warnemünde 1986: oro.
Karlshamn 1987: argento.
Alassio 1988: oro.
Oslo 1989: bronzo.
Prien am Chiemsee 1990: argento.
La Baule 1991: bronzo.
Portorose 1993: oro.
Vilamoura 1994: oro.